# Општина Котор
Општина Котор (итал. Comuna di Cattaro) се налази на југозападу Црне Горе. Сједиште општине је градско насеље Котор, док је највеће насеље Доброта. Према резултатима пописа из 2023. године имала је 22.746 становника.

## Насељена мјеста
У општини се налази 56 насеља. Извршене су измјене у имену једног насеља у односу на стари Закон о територијалној организацији, па тако насеље Бигова има нови назив Бигово.

## Становништво

### Национални састав становништва општине по попису 2023. године
| Национални састав (са уделом преко 1%)‍ | Национални састав (са уделом преко 1%)‍ | Национални састав (са уделом преко 1%)‍ | Национални састав (са уделом преко 1%)‍ | Национални састав (са уделом преко 1%)‍ |
| -------------------------------------- | -------------------------------------- | -------------------------------------- | -------------------------------------- | -------------------------------------- |
|                                        |                                        |                                        |                                        |                                        |
| Црногорци                              | Црногорци                              |                                        | 10.562                                 | 46,43%                                 |
| Срби                                   | Срби                                   |                                        | 7.989                                  | 35,12%                                 |
| Хрвати                                 | Хрвати                                 |                                        | 1.304                                  | 5,73%                                  |
| Руси                                   | Руси                                   |                                        | 482                                    | 2,12%                                  |
| остали                                 | остали                                 |                                        | 11.667                                 | 5,13%                                  |
| неизјашњени                            | неизјашњени                            |                                        | 1.204                                  | 5,29%                                  |
| укупно: 21.916                         |                                        |                                        |                                        |                                        |

### Национални састав становништва општине по попису 2011. године
| Национални састав (са уделом преко 1%)‍ | Национални састав (са уделом преко 1%)‍ | Национални састав (са уделом преко 1%)‍ | Национални састав (са уделом преко 1%)‍ | Национални састав (са уделом преко 1%)‍ |
| -------------------------------------- | -------------------------------------- | -------------------------------------- | -------------------------------------- | -------------------------------------- |
|                                        |                                        |                                        |                                        |                                        |
| Црногорци                              | Црногорци                              |                                        | 11.047                                 | 48,88%                                 |
| Срби                                   | Срби                                   |                                        | 6.910                                  | 30,57%                                 |
| Хрвати                                 | Хрвати                                 |                                        | 1.553                                  | 6,87%                                  |
| остали                                 | остали                                 |                                        | 1.145                                  | 5,07%                                  |
| неизјашњени                            | неизјашњени                            |                                        | 1.946                                  | 8,61%                                  |
| укупно: 22.601                         |                                        |                                        |                                        |                                        |

### Вјерски састав становништва општине по попису 2023. године
| Верски састав (са уделом преко 1%)‍ | Верски састав (са уделом преко 1%)‍ | Верски састав (са уделом преко 1%)‍ | Верски састав (са уделом преко 1%)‍ | Верски састав (са уделом преко 1%)‍ |
| ---------------------------------- | ---------------------------------- | ---------------------------------- | ---------------------------------- | ---------------------------------- |
|                                    |                                    |                                    |                                    |                                    |
| Православци                        | Православци                        |                                    | 18.132                             | 79,72%                             |
| Католици                           | Католици                           |                                    | 2.302                              | 10,12%                             |
| Муслимани                          | Муслимани                          |                                    | 333                                | 1,46%                              |
| атеисти и агностици                | атеисти и агностици                |                                    | 765                                | 3,37%                              |
| остали                             | остали                             |                                    | 327                                | 1,43%                              |
| неизјашњени                        | неизјашњени                        |                                    | 887                                | 3,90%                              |

### Вјерски састав становништва општине по попису 2011. године
| Верски састав (са уделом преко 1%)‍ | Верски састав (са уделом преко 1%)‍ | Верски састав (са уделом преко 1%)‍ | Верски састав (са уделом преко 1%)‍ | Верски састав (са уделом преко 1%)‍ |
| ---------------------------------- | ---------------------------------- | ---------------------------------- | ---------------------------------- | ---------------------------------- |
|                                    |                                    |                                    |                                    |                                    |
| Православци                        | Православци                        |                                    | 17.634                             | 78,02%                             |
| Католици                           | Католици                           |                                    | 2.658                              | 11,76%                             |
| Муслимани                          | Муслимани                          |                                    | 375                                | 1,66%                              |
| атеисти и агностици                | атеисти и агностици                |                                    | 491                                | 2,17%                              |
| остали                             | остали                             |                                    | 375                                | 1,66%                              |
| неизјашњени                        | неизјашњени                        |                                    | 1.068                              | 4,73%                              |

### Језички састав становништва општине по попису 2023. године
| Језички састав (са уделом преко 1%)‍ | Језички састав (са уделом преко 1%)‍ | Језички састав (са уделом преко 1%)‍ | Језички састав (са уделом преко 1%)‍ | Језички састав (са уделом преко 1%)‍ |
| ----------------------------------- | ----------------------------------- | ----------------------------------- | ----------------------------------- | ----------------------------------- |
|                                     |                                     |                                     |                                     |                                     |
| Српски језик                        | Српски језик                        |                                     | 9.924                               | 43,63%                              |
| Црногорски језик                    | Црногорски језик                    |                                     | 8.945                               | 39,33%                              |
| Хрватски језик                      | Хрватски језик                      |                                     | 532                                 | 2,34%                               |
| Руски језик                         | Руски језик                         |                                     | 567                                 | 2,49%                               |
| остали                              | остали                              |                                     | 2.105                               | 9,25%                               |
| неизјашњени                         | неизјашњени                         |                                     | 673                                 | 2,96%                               |

### Језички састав становништва општине по попису 2011. године
| Језички састав (са уделом преко 1%)‍ | Језички састав (са уделом преко 1%)‍ | Језички састав (са уделом преко 1%)‍ | Језички састав (са уделом преко 1%)‍ | Језички састав (са уделом преко 1%)‍ |
| ----------------------------------- | ----------------------------------- | ----------------------------------- | ----------------------------------- | ----------------------------------- |
|                                     |                                     |                                     |                                     |                                     |
| Српски језик                        | Српски језик                        |                                     | 9.575                               | 42,37%                              |
| Црногорски језик                    | Црногорски језик                    |                                     | 8.693                               | 38,46%                              |
| Хрватски језик                      | Хрватски језик                      |                                     | 686                                 | 3,04%                               |
| остали                              | остали                              |                                     | 2.053                               | 9,08%                               |
| неизјашњени                         | неизјашњени                         |                                     | 1.594                               | 7,05%                               |